# جزيرة هوكر
جزيرة هوكر هي جزيرة تقع في أرخبيل فرنسوا جوزيف، أوبلاست أرخانغلسك، روسيا.